# Фёрзег, Уолли
Уо́лли Фёрзег (англ. Wally Feurzeig; 10 июня 1927 — 4 января 2013) — американский программист, совместно с Сеймуром Пейпертом и Синтией Соломон соавтор языка программирования Logo и известный исследователь искусственного интеллекта (ИИ).

## Биография

### Ранние годы
Родился в городе Чикаго, в семье Мандель и Полины Фёрзег. Получил степень бакалавра философии и наук в Университете Чикаго и магистра наук (Иллинойсский технологический институт). Работал в Аргоннской национальной лаборатории, позже в компании Bolt Beranek and Newman Inc.